# ATP Challenger Turin-2
Das ATP Challenger Turin (offiziell: Sporting Challenger) war ein Tennisturnier, das von 2002 bis 2011 jährlich in Turin, Italien stattfand. Es gehörte zur ATP Challenger Tour und wurde im Freien auf Sand gespielt. Carlos Berlocq ist mit drei Titeln im Einzel und zwei Titeln im Doppel Rekordsieger des Turniers.

## Liste der Sieger

### Einzel
| Jahr | Sieger             | Finalgegner          | Ergebnis      |
| ---- | ------------------ | -------------------- | ------------- |
| 2011 | Carlos Berlocq (3) | Albert Ramos Viñolas | 6:4, 6:3      |
| 2010 | Simone Bolelli     | Potito Starace       | 7:67, 6:2     |
| 2009 | Potito Starace     | Máximo González      | 7:64, 6:3     |
| 2008 | Fabio Fognini      | Diego Junqueira      | 6:3, 6:1      |
| 2007 | Carlos Berlocq (2) | Boris Pašanski       | 6:4, 6:2      |
| 2006 | Flavio Cipolla     | Marcel Granollers    | 6:3, 6:3      |
| 2005 | Carlos Berlocq (1) | Alessio di Mauro     | 7:5, 6:1      |
| 2004 | Álex Calatrava     | Hermes Gamonal       | 5:7, 6:3, 6:2 |
| 2003 | Óscar Serrano      | Juan Albert Viloca   | 6:2, 6:2      |
| 2002 | Martin Verkerk     | Vadim Kutsenko       | 4:6, 6:4, 6:3 |

### Doppel
| Jahr | Sieger                                        | Finalgegner                      | Ergebnis        |
| ---- | --------------------------------------------- | -------------------------------- | --------------- |
| 2011 | Martin Fischer Philipp Oswald                 | Uladsimir Ihnazik Martin Kližan  | 6:3, 6:4        |
| 2010 | Carlos Berlocq (2) Frederico Gil (2)          | Daniele Bracciali Potito Starace | 6:3, 7:65       |
| 2009 | Daniele Bracciali Potito Starace              | Santiago Giraldo Pere Riba       | 6:3, 6:4        |
| 2008 | Carlos Berlocq (1) Frederico Gil (1)          | Tomáš Cibulec Jaroslav Levinský  | 6:4, 6:3        |
| 2007 | Pablo Cuevas Horacio Zeballos                 | Pablo Andújar Flávio Saretta     | 6:3, 6:1        |
| 2006 | Marcel Granollers Marc López                  | Leonardo Azzaro Flavio Cipolla   | 6:4, 6:3        |
| 2005 | Franco Ferreiro Sergio Roitman                | Francesco Aldi Alessio di Mauro  | 6:74, 7:5, 7:62 |
| 2004 | Leonardo Azzaro Giorgio Galimberti            | Hermes Gamonal Adrián García     | 6:1, 6:3        |
| 2003 | Emilio Benfele Álvarez Gabriel Trujillo Soler | Jack Brasington Dmitri Tursunow  | 6:4, 6:2        |
| 2002 | Victor Hănescu Óscar Hernández                | Denis Golowanow Vadim Kutsenko   | 6:4, 6:3        |